# HAT-P-7
HAT-P-7 とは、はくちょう座の10等星で、太陽系から1000光年前後離れた位置にあるF型の恒星である。半径が太陽の1.8倍ある明るい星で、2010年時点で1つの太陽系外惑星を持つことが知られている。

## 特徴
| 太陽 | HAT-P-7   |
| ---- | --------- |
| 太陽 | Exoplanet |

HAT-P-7は太陽の1.5倍の質量の恒星で、半径・表面温度も太陽より大きく、光度は太陽の5倍に達する。金属元素は太陽の1.8倍の比率で含まれており、金属元素に富んだ恒星といえる。年齢は22億±10億歳と推定され、46億歳の太陽と比べて若い。

## 惑星
2008年、HAT-P-7を周回する太陽系外惑星HAT-P-7bが発見された。この惑星は木星の1.8倍の質量を持ち、2.2日で恒星を一周するホット・ジュピターである。また、2009年にはHAT-P-7bが逆行軌道を持つことが明らかにされた。
HAT-P-7と惑星bは2009年に打ち上げられた宇宙望遠鏡ケプラーの観測視野内に位置しており、ケプラー計画からそれぞれケプラー2とケプラー2bの名前が与えられている。
| 名称 （恒星に近い順） | 質量     | 軌道長半径 （天文単位） | 公転周期 (日) | 軌道離心率 | 軌道傾斜角 | 半径     |
| --------------------- | -------- | ----------------------- | ------------- | ---------- | ---------- | -------- |
| b                     | 1.776 MJ | 0.0377                  | 2.204737      | 0          | 83.11°     | 1.342 RJ |